# Islam en Bulgarie
 (janvier 2012).
Si vous disposez d'ouvrages ou d'articles de référence ou si vous connaissez des sites web de qualité traitant du thème abordé ici, merci de compléter l'article en donnant les références utiles à sa vérifiabilité et en les liant à la section « Notes et références ».

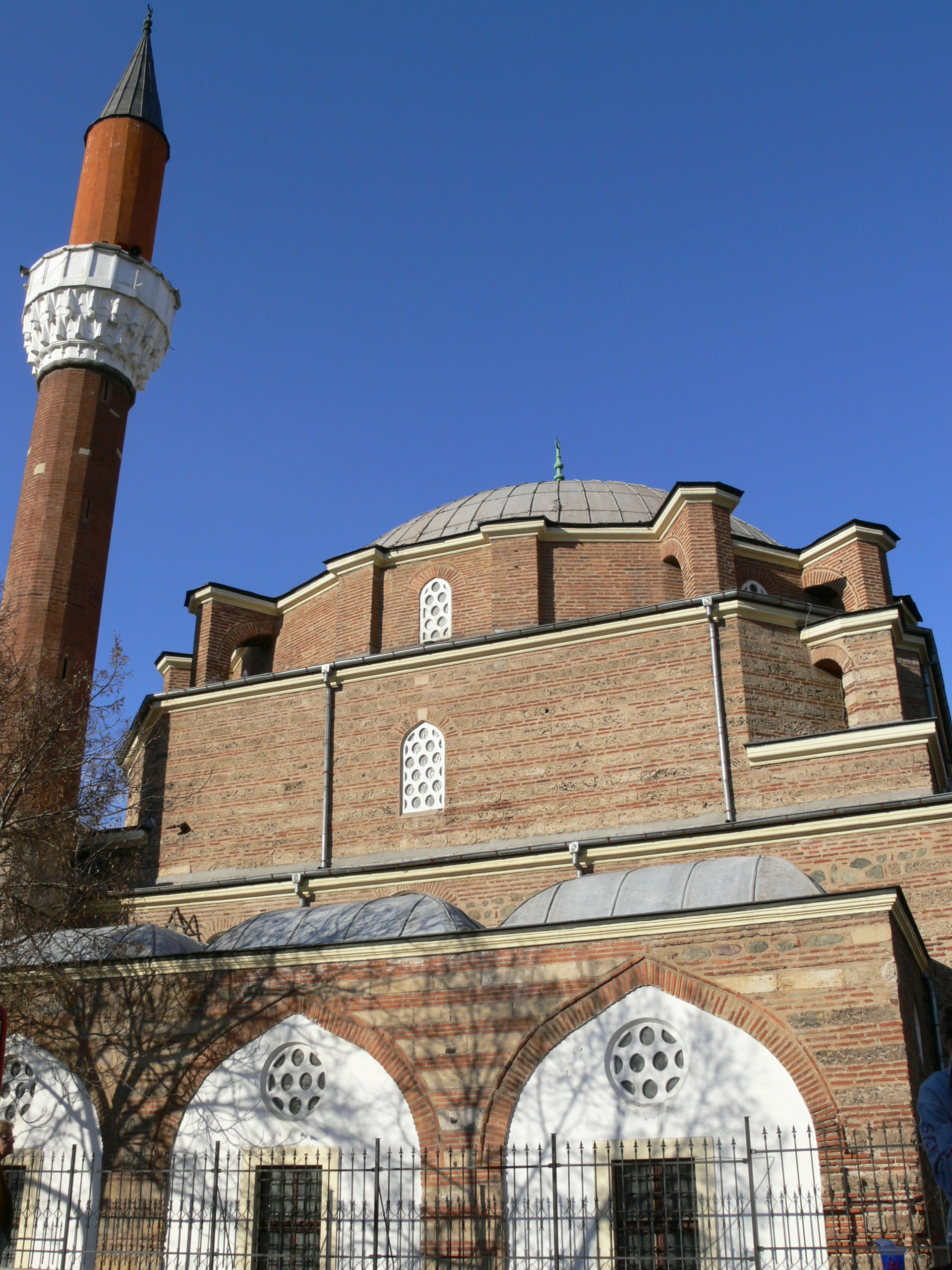
La mosquée Bania Bachi, construite en 1576 par l'architecte ottoman Sinan.

Les citoyens bulgares de confession musulmane sont au nombre de 1 million, représentant donc 15% de la population du pays. La présence de l''islam en Bulgarie est notamment liée à l' appartenance de la Bulgarie à l'Empire ottoman jusqu'en 1876 ainsi que sa proximité géographique avec les pays du Moyen-Orient.
Ce groupe comprend des Turcs, des Tatars et des Bulgares musulmans, les Pomaques. Les deux premières communautés vivent principalement au nord de la Bulgarie, en Dobroudja et dans les environs de Vidin ; la troisième au sud, dans les Rhodopes. Il y a aussi des Roms musulmans : les Çingene, et des musulmans d'origine kurde, circassienne, syrienne, libanaise ou palestinienne en petit nombre. Selon un recensement officiel réalisé en 2021, la population compte 1 473 000 sunnites hanafites et 27 000 chiites.

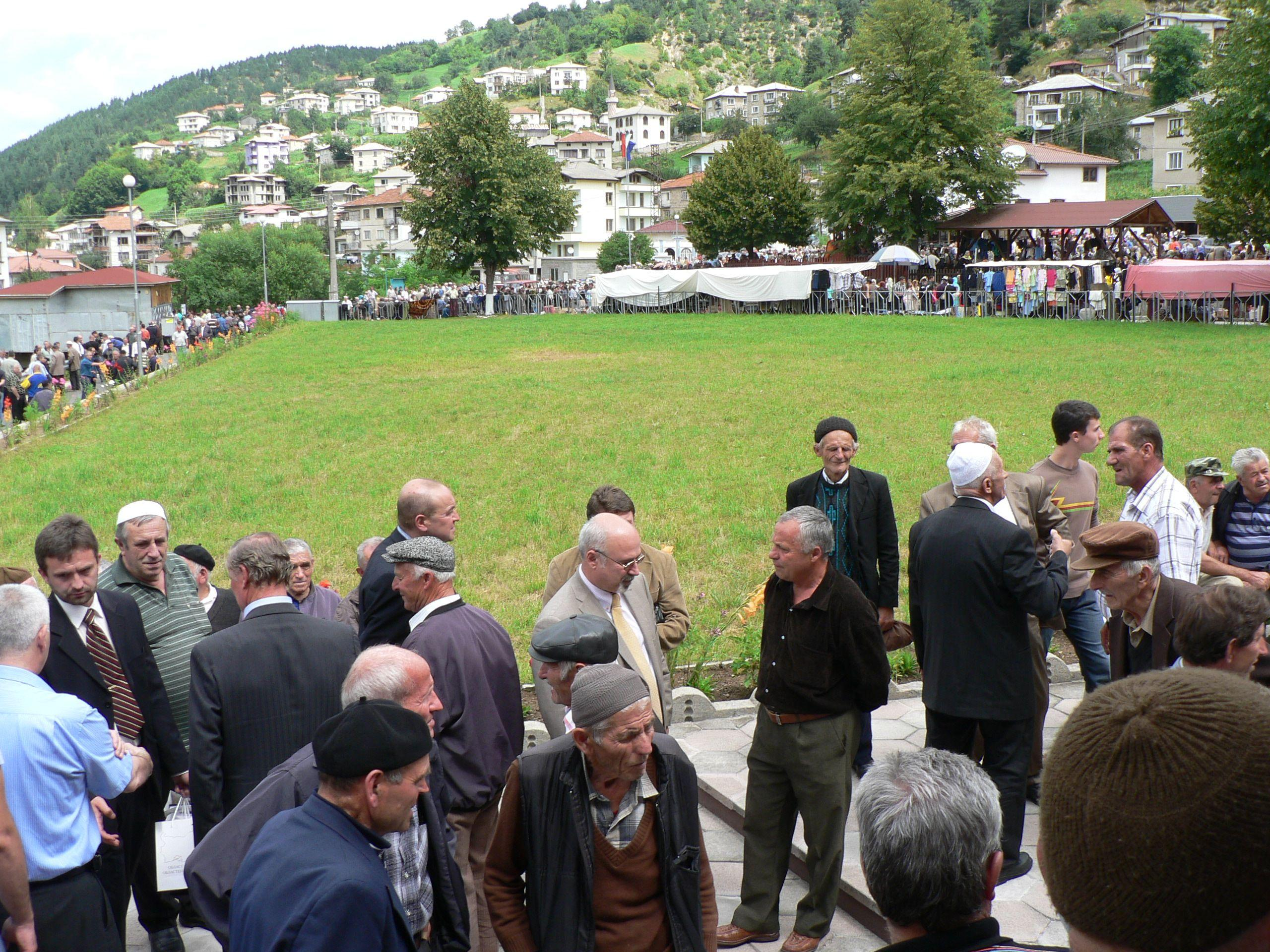
Aïd al-Adha, à, près de Sofia

## Composition
La majorité des musulmans bulgares, les Pomaques, sont de confession sunnite de rite hanafite : cette forme de l'islam avait été favorisée par l'Empire ottoman qui a occupé le pays pendant près de cinq siècles. Comme beaucoup d'autres Slaves des Balkans (Bosniaques, Gorans, Torbèches) et comme la majorité des Albanais, les Pomaques se sont convertis à l'islam pendant l'époque ottomane, notamment pour ne plus subir le haratch (double-capitation sur les non-musulmans) et le devchirmé (enlèvement des premiers-nés mâles pour être élevés en janissaires). Tous ne sont pas sunnites : les Bektachis, des soufis, sont considérés comme une branche du chiisme. 
Près de 84 000 personnes appartenant à ces communautés vivent dans la région de Razgrad, Sliven, Tutrakan et Silistra (nord-est de Roussé)[réf. nécessaire] . Ils ont adopté l'alévisme en raison de sa tolérance envers les coutumes nationales et religieuses bulgares. Par exemple, certains maintiennent des pratiques orthodoxes comme la communion et le respect des saints. Cette intégration de coutume orthodoxe dans l'islam a provoqué l'émergence d'un syncrétisme qu'on ne trouve qu'en Bulgarie. Cette communauté reste fermée aux étrangers, et méfiante vis-à-vis des sunnites[réf. nécessaire] .
Selon des sources non officielles, les alévis représentent entre 18-20 % de la population turcophone du pays, 13 % selon les chiffres officiels.

Selon une enquête réalisée par Irène Mélikoff en 1985, le nombre d'alévis en Bulgarie est d'environ 90 à 100 000.
Le recensement du 4 décembre 1992 dénombre 83 537 habitants qui se définissent comme alévis. 

Ce chiffre est certainement sous-estimé dans la mesure où les qizilbash et les bektachi de Bulgarie ne se définissent pas en tant qu'alévi comme en Turquie.

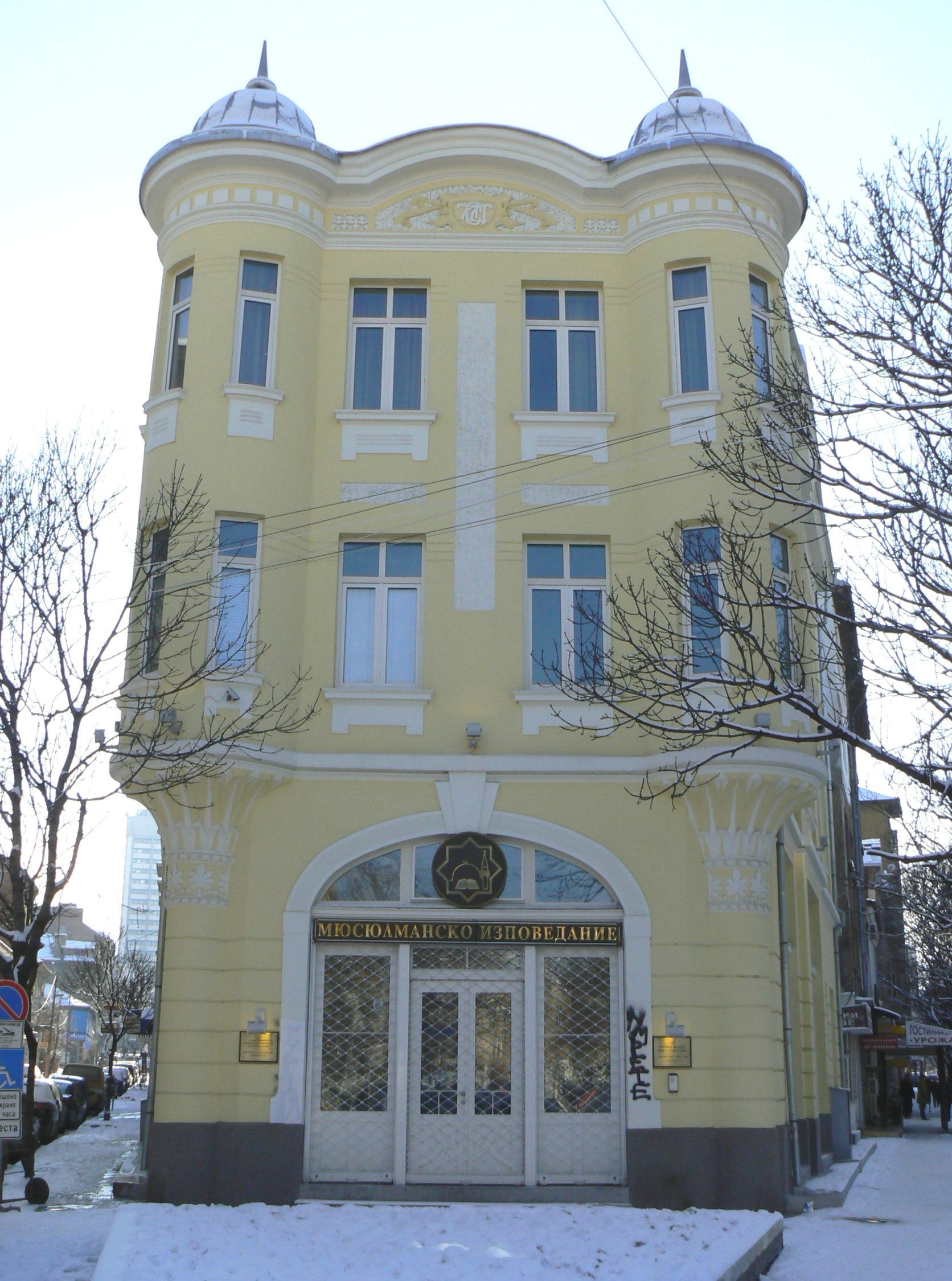
Bureau du mufti général, Sofia

## Édifices et communauté
En 1987, les musulmans bulgares possédaient 1 287 mosquées[réf. nécessaire] où les fidèles étaient guidés par les khodzhai (ou hodjas). La communauté musulmane de Bulgarie avait comme chef religieux un mufti, accompagné de huit autres régionaux, qui servaient pour une durée de cinq ans.
En 2008 se trouvent 1500 mosquées en Bulgarie. Seules 900 sont ouvertes aux fidèles, et parmi elles, il est prévu que 200 d'entre elles ferment.

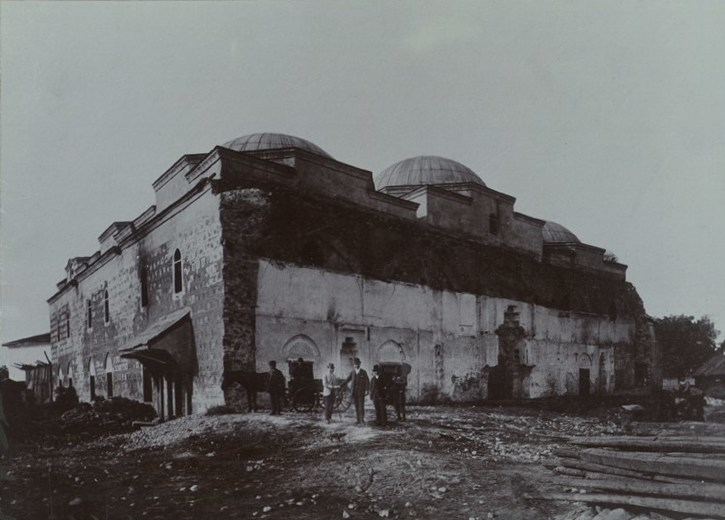
Ancienne Grande Mosquée de Sofia aujourd'hui le Musée archéologique national

Aujourd'hui le nombre de mosquée s'élève à plus ou moins 2500.[réf. nécessaire]

## Histoire
Les musulmans ont été persécutés par le régime communiste de Todor Jivkov. Cette persécution s'explique par l'idéologie communiste qui considérait toutes les religions comme des aliénations. En conséquence, les musulmans vivant en Bulgarie ont été persécutés par le gouvernement communiste, qui « désislamisait » d'office leur état-civil (transformant par exemple un Selim Karadja en Spas Karaïvanov), fermait les écoles coraniques et certaines mosquées, expropriait à tour de bras et poussait ainsi les Turcs et les Tatars à l'exil vers la Turquie.[réf. nécessaire]
En 1989, l'État bulgare a entrepris le plus grand programme de nettoyage ethnique de la guerre froide en Europe, depuis l'après-guerre et l'expulsion des Allemands d'Europe de l'Est. Dans une tentative de renforcer sa propre légitimité alors que le communisme s'effondrait dans tout le bloc de l'Est, le régime de Jivkov a eu recours au nationalisme bulgare. Il décide d'expulser tous ceux Turcs de Bulgarie jugés « non bulgarisables ».:1–3 Avec d'autres expulsés plus tôt et des membres de la famille qui ont émigré pour rejoindre les expulsés ou qui ont émigré après l'effondrement de l'État communiste le 10 novembre 1989, environ 360 000, voire 400 000, des Bulgares turcs ont quitté la Bulgarie pour la Turquie:1–3. La campagne de changement de nom a été imposée par les forces armées bulgares:34–35. Le 29 décembre 1989, le PCB[Quoi ?] a abandonné sa politique d'assimilation forcée envers les Turcs ethniques, craignant que les 400 000 restants n'émigrent également et n'accélèrent l'effondrement de l'économie. La campagne de nettoyage ethnique était sans précédent dans la mesure où les politiques ont finalement été inversées et, à la fin de 1990, environ 40 % des expulsés sont retournés en Bulgarie[réf. nécessaire] . Bien qu'environ 77 000 rapatriés aient été rendus sans abri par la confiscation de leurs biens, une loi adoptée en juillet 1992 a restitué les biens saisis. Contrairement aux campagnes de nettoyage ethnique ultérieures des guerres yougoslaves, la campagne de nettoyage ethnique bulgare n'a pas été causée par une guerre ou un effondrement de l'État et n'a entraîné aucune guerre:1–3. 
Après la chute de la dictature communiste en 1989, les musulmans ont bénéficié d'une plus grande liberté religieuse. Des mosquées ont été construites ou restaurées dans beaucoup de villes et de villages. Certains villages pratiquent l'enseignement et l'apprentissage du Coran[pas clair] , ce qui était formellement interdit sous les communistes. Les musulmans ont également édité leur propre journal, Musulmani disponible en bulgare et en turc. Un parti politique, le Mouvement des droits et des libertés (MDL) à l'origine créé pour défendre les intérêts de la minorité turque majoritairement musulmane, s'adresse désormais à toutes les minorités ethniques.